# Margaret Court Arena
Margaret Court Arena je třetí největší tenisový dvorec areálu Melbourne Park, který leží v Melbourne, hlavním městě australského spolkového státu Victoria. Od sezóny 1988 je na něm hrán úvodní grandslam sezóny Australian Open. V rámci rekonstrukce získala aréna roku 2015 zatahovací střechu a kapacita byla navýšena na 7 500 sedících diváků.

## Historie, název, povrch
Stadión byl otevřen v roce 1988 s kapacitou 6 000 sedících diváků. Původně se jednalo o dvorec č. 1 – Show Court One. V roce 2003 došlo k přejmenování na současný název Margaret Court Arena, po jedné z nejlepších tenistek historie a držitelce čistého grandslamu Australance Margaret Courtové, která vyhrála první finále Australian Open ve dvouhře v otevřené éře.
V březnu 2010 se zde uskutečnilo daviscupové utkání úvodního kola 1. skupiny zóny Asie a Oceánie mezí Austrálií a Tchaj-wanem.
V letech 1988–2007 byl na dvorci položen povrch zelené barvy Rebound Ace, jenž měl rychlé odskoky a byl tak výhodný pro hráče s dobrým podáním a voleji. V roce 2008 došlo k jeho náhradě a potažení modrého povrchu Plexicushion Prestige, který je vlastnostmi podobný umělému DecoTurfu, na němž se každoročně další grandslam US Open. Plexicushion má tenčí průměr než předešlý povrch, čímž v sobě zadržuje méně tepla. V sezóně 2020 byl povrch dvorců celé Australian Open Series změněn na GreenSet.
V rámci projektu obnovy Melbourne Parku došlo k renovaci arény. Na Australian Open 2014 byla dostavěna zatahovací střecha, stále však nefunkční a zafixována v otevřené pozici. Následující ročník 2015 již byla zprovozněna s možností jejího zatažení. Současně se kapacita hlediště navýšila ze stávajících 6 000 diváků na 7 500 sedících návštěvníků. Australian Open 2015 se tak stal prvním grandslamem v historii, jenž využil tří dvorců se zatahovací střechou.